# Ozero Tsno
Ozero Tsno (ryska: Озеро Цно) är en sjö i Belarus.   Den ligger i voblasten Vitsebsks voblast, i den norra delen av landet, 190 km norr om huvudstaden Minsk. Ozero Tsno ligger 127 meter över havet. Arean är 0,48 kvadratkilometer. Den ligger vid sjön Dryvjaty. Den sträcker sig 1,1 kilometer i nord-sydlig riktning, och 0,9 kilometer i öst-västlig riktning.
Omgivningarna runt Ozero Tsno är en mosaik av jordbruksmark och naturlig växtlighet. Runt Ozero Tsno är det glesbefolkat, med 16 invånare per kvadratkilometer.